# جورج ر. بلو
جورج ر. بلو (بالإنجليزية: George R. Blue)‏ هو محامي وسياسي أمريكي، ولد في 10 ديسمبر 1916 في الولايات المتحدة، وتوفي في 1 ديسمبر 1986 في نفس البلد. حزبياً، نشط في الحزب الجمهوري والحزب الديمقراطي. وقد انتخب عضو مجلس نواب لويزيانا.